# Радомір
Радомір (рум. Radomir) — село у повіті Долж в Румунії. Входить до складу комуни Діошть.
Село розташоване на відстані 157 км на захід від Бухареста, 36 км на південний схід від Крайови.

## Населення
За даними перепису населення 2002 року у селі проживали 1142 особи. Усі жителі села рідною мовою назвали румунську.
Національний склад населення села:
| Національність | Кількість осіб | Відсоток |
| -------------- | -------------- | -------- |
| румуни         | 1108           | 97,0%    |
| цигани         | 34             | 3,0%     |